# 瀬戸康孝
瀬戸 康孝（せと やすたか、1935年2月15日 - ）は、佐賀県出身の元ボートレーサー。

## 来歴
剃刀の如き切れのある捌き、積極果敢な仕掛けでレースを作ってきた自力型のレーサーで、松尾泰宏と共に佐賀と九州を牽引。
1969年2月に行われたレースでは大本命に推されたが、浮遊物を巻き込んだためにスタートが遅れたものの、そのスタートは正常と判断され瀬戸は6着でレースを終えた。このスタート判定に激怒した客により大規模な騒擾事件が発生し、上記の問題点とこの騒擾事件が契機となり、1975年1月に現在地へと移転された。
1987年1月20日に戸田で史上2人目の全24場制覇を達成。
2008年、ボートレースの殿堂入りを果たした。

## 獲得タイトル
※太字は四大特別競走を含むSG級レース
- 1962年 - 下関開設6周年記念競走
- 1964年 - 江戸川開設9周年記念競走
- 1967年 - 大村開設15周年記念競走
- 1968年 - 桐生開設12周年記念競走
- 1969年 - 丸亀開設17周年記念競走
- 1970年 - 九州地区選手権競走（大村）、唐津開設17周年記念競走、福岡開設17周年記念競走、平和島開設16周年記念競走
- 1971年 - 第17回モーターボート記念競走（桐生）、びわこ開設18周年記念「秩父宮妃記念杯競走」、平和島開設17周年記念競走
- 1973年 - 第19回モーターボート記念競走（下関）、九州地区選手権競走（芦屋）、唐津開設20周年記念競走、尼崎開設21周年記念競走
- 1974年 - 芦屋開設22周年記念競走
- 1975年 - 九州地区選手権競走（大村）、福岡開設22周年記念競走
- 1976年 - 若松開設24周年記念競走